# American Songwriter
American Songwriter è una rivista bimestrale che si occupa di cantautori. Fondata nel 1984, presenta interviste, consigli per scrivere canzoni, notizie, recensioni e concorsi di testi. La rivista ha sede a Nashville, Tennessee.

## Storia
Lo staff di American Songwriter si concentra sul raggiungimento dell'obiettivo originale della rivista stabilito nel primo numero dell'agosto 1984: produrre una rivista sull'arte dello scrivere canzoni.
American Songwriter copre tutti i generi musicali. Nel corso degli anni, i numeri hanno visto protagonisti artisti come Garth Brooks, Bob Dylan, Poison, Clint Black, John Denver, Smokey Robinson, Wilco, Bon Jovi, Willie Nelson, Billy Joel, Kris Kristofferson, John Mellencamp, Richard Marx, Drive-By Truckers, Paul McCartney, Elton John, Beck, Dolly Parton, Eric Clapton, REM, Weezer, Death Cab for Cutie, Ryan Adams, Jimmy Buffett, Merle Haggard, Rob Thomas, Toby Keith, Eddie Rabbitt, Roger Miller, Public Enemy, Sheryl Crow, James Taylor, Ray LaMontagne, Tom Petty, Neil Diamond, Zac Brown Band, Kings of Leon, Neil Young, My Morning Jacket e Taylor Swift.
Nel 2004 la rivista, precedentemente pubblicata da Jim Sharp, è stata venduta a un gruppo di investimento con sede nella città di Mobile, Alabama. Nel 2011, Albie Del Favero, editore fondatore di Nashville Scene ed editore di SouthComm, ha preso in mano le redini del gruppo, unendosi a esso come co-editore e presidente della società madre ForASong Media, LLC. American Songwriter è passato da una tiratura di 2.000 copie nel 2004 a oltre 30.000 nel 2013 e vanta un numero di lettori pari a circa 90-95.000 per numero e 150-200.000 visitatori sul sito web AmericanSongwriter.com ogni mese. American Songwriter è distribuito in tutto il mondo.
La rivista organizza sei concorsi lirici ogni due mesi. Il vincitore di ogni concorso riceve una nuova chitarra acustica Gibson, un microfono Shure SM58 e un articolo sulla rivista. In un concorso del 2014 il premio è stato una sessione di co-scrittura con Ashley Monroe e la possibilità di registrare una demo in uno dei principali studi di Nashville.
Nel 2019, American Songwriter è stato acquisito da Savage Media.
Una sezione speciale del sito web, Songwriter U, si concentra sull'attività di scrittura di canzoni e include articoli sul marketing e sulla gestione dei tour.
Gli inserzionisti includono produttori di strumenti nazionali, case discografiche che vogliono ottenere visibilità per i loro cantanti e gruppi, ed editori che onorano i successi degli autori.